# جون دالي بيرك
جون دالي بيرك (بالإنجليزية: John Daly Burk)‏ هو محرر ومؤرخ وصحفي أمريكي، ولد في 1775، وتوفي في 1808.